# 華大酒店投資
華大酒店投資有限公司，(港交所：0201)，是在1966年成立，順豪資源旗下，同年在香港交易所上市，前稱為「華大針織廠有限公司」和「華大地產投資有限公司」。
現時主要業務投資及經營酒店、物業投資、物業發展、證券投資及買賣及資金投資。
於2016年1月,該公司市值大約為16億元。

## 持有資產

### 酒店
- 香港
  - 上環華大盛品酒店
  - 上環華美達海景酒店
  - 上環華麗都會酒店（已出售）
  - 北角華美達盛景酒店
  - 銅鑼灣華麗銅鑼灣酒店
  - 尖沙咀華麗酒店
  - 尖沙咀最佳盛品酒店
  - 荃灣華麗海灣酒店
- 上海市
  - 上海華美國際酒店
- 倫敦
  - 倫敦RoyalScotHotel

### 商業大廈
- 英皇道633號
- 順豪商業大廈

## 外部連結
- magnificenthotelinv.com （页面存档备份，存于）
- WEBB-SITE.COM提供資料